# 톄링현

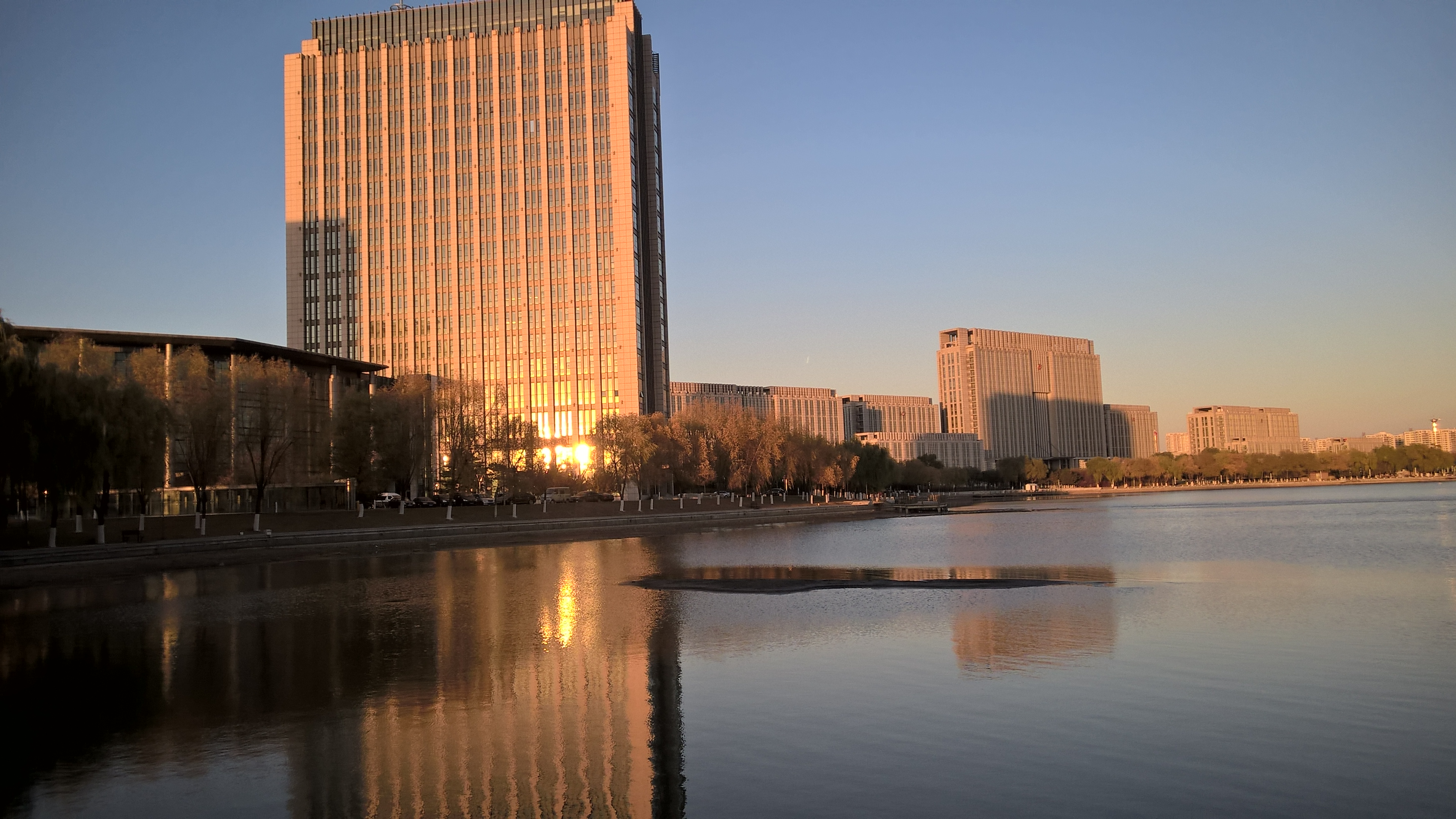

톄링현(한국어: 철령현, 중국어: 铁岭县, 병음: Tiělǐng Xiàn)은 중화인민공화국 랴오닝성 톄링 시의 행정구역이다. 넓이는 2231km2이고, 인구는 2007년 기준으로 390,000명이다.

## 행정 구역
7개 진, 5개 향, 2개 민족향을 관할한다.
- 진: 阿吉镇, 镇西堡镇, 新台子镇, 腰堡镇, 凡河镇, 平顶堡镇, 大甸子镇.
- 향: 蔡牛乡, 双井子乡, 熊官屯乡, 李千户乡, 鸡冠山乡.
- 민족향: 横道河子满族乡, 白旗寨满族乡.